# Burgruine Wildeneck (Oberösterreich)

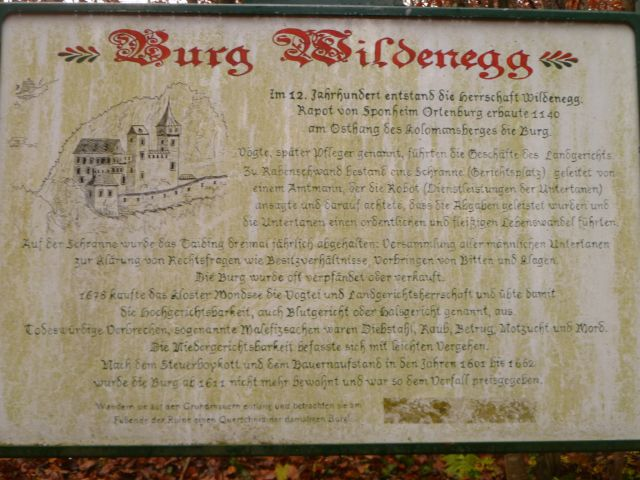
Schautafel an der Burgruine mit freiem Rekonstruktionsversuch der Burg Wildeneck

Die Burgruine Wildeneck, auch Wildenegg, ist die Ruine einer Spornburg am westlichen Ufer des Irrsees in der oberösterreichischen Gemeinde Oberhofen, am Osthang des Kolomansberges. Die Burg wurde im 12. Jahrhundert errichtet. Ab 1611 oder schon 1572 war die Burg nicht mehr bewohnt und wurde dem Verfall preisgegeben.

## Geschichte
Die Burg Wildeneck (auch Wildenegg, Wildenekke, Wildenek oder castrum Wildenekk genannt) wurde von Rapoto I. von Ortenburg ca. 1140 erbaut. Sein Nachkomme Graf Rapoto IV. verkaufte die Burg 1286 an die Herzöge Stephan und Otto von Niederbayern. Deren Herrschaft erstreckte sich über das Kloster Mondsee, das Mondseer Land sowie über das 1278 vom Bistum Regensburg an das Hochstift Salzburg verkaufte Drittel der mondseeischen Güter, das sogenannte Salzburger Urbaramt zu Mondsee. Im Jahre 1321 willigten die bayerischen Herzöge ein, dass Graf Heinrich III. von Ortenburg wieder in Besitz der Herrschaft Wildeneck gelange.
Um 1370 wurde das Mondseeland von dem bayerischen Landgericht Weilhart getrennt und ein eigenes bayerisches Landgericht Wildeneck geschaffen. Es unterstand dem Rentamt Burghausen. Die Burg wurde von Pflegern verwaltet, die zugleich das Amt des Landrichters ausübten. 1390 kaufte das Erzstift Salzburg die Herrschaft Mattsee mit Straßwalchen. Dadurch wurde das Mondseerland zu einer von Niederbayern abgetrennten Enklave. Die Herrschaft Wildeneck wurde von den bayerischen Herzögen mehrmals verpfändet. Nach 1462 konnte das Kloster Mondsee den Besitz als Pfandherrschaft erwerben. 1494 wurde die Herrschaft an Wolfgang Kolberger, Graf zu Neukolberg und Kanzler in Landshut, verliehen. 1506 wurde das Mondseeland von König Maximilian I. gekauft und noch im selben Jahr an den Erzbischof von Salzburg weiterverkauft. Maximilian I. behielt sich aber ein Rückkaufrecht vor. 1565 konnten die Stände im Land ob der Enns das Mondseeland zurück kaufen. Wegen der Verlegung des Landgerichtes nach Mondsee wurde die Burg bereits 1572, nach anderen Quellen erst 1611 aufgegeben.
1678 kaufte das Kloster Mondsee die Vogtei und Landgerichtsherrschaft und übte damit die Hochgerichtsbarkeit, auch Blutgericht oder Halsgericht genannt, aus; ebenso wurden vom Kloster Steuern erhoben. 1759 wurde das Salzburger Urbanamt von Regensburg zurückgekauft. Bis zu diesem Jahr waren die Untertanen des Mondseelandes zwei Herren dienstverpflichtet: dem landesfürstlichen Pfleger der Vogtherrschaft des Landgerichtes Wildeneck und dem grundherrschaftlichen Hofrichter von Mondsee, beziehungsweise den Salzburger Amtsleuten. Bereits zu Beginn des 17. Jahrhunderts hatten Doppelherrschaft und ständig steigende Abgabenlast wegen der Armut der Bauern zu einem Steuerboykott und zu Bauernaufständen (1611–1662) geführt, die von der Obrigkeit mit brutalen Zwangsmaßnahmen (Einsperren der aufsässigen Bauern im Wasserturm, in den Pflock spannen, Hungernlassen) unterdrückt wurden. 1662 wurden Bauern auch hingerichtet, des Landes verwiesen oder zu lebenslanger Zwangsarbeit verurteilt, ein Vorgehen, das aus benachbarten Vogteien (wie Hochfeld) nicht bekannt ist.
Wegen der mehrfachen Gerichtsrechte gab es noch lange Zeit Streitigkeiten. Erst nach dem Frieden von Teschen (am 13. Mai 1779), der den bayerischen Erbfolgekrieg mit Preußen beendete, kam das Innviertel endgültig zu Österreich. Damit wurden die Streitereien um Gerichts- und Abgabenrechte beendet.

## Wildeneck heute
Zur Ruine führt ein steiler Aufstieg. Die Burg stand auf einem steilen Hangsporn; an der Zugangsseite wurde sie durch einen tiefen Halsgraben geschützt. Von der einstigen Burg existieren nur mehr spärliche Reste wie einige Mauerzüge eines Turms in der Umfassungsmauer. Eine Zugbrücke über den Halsgraben lässt sich vermuten. Am Burgplatz finden sich etliche Vertiefungen, die auf eingestürzte Gewölbe hinweisen.
Die etwa 45 Minuten dauernde Wanderung zu der Ruine wird als Erlebniswanderweg (Ausgangspunkt Gasthof Fischhof am Westufer des Irrsees) für Familien beworben.
Um die Ruine rankt sich die Sage „Die goldene Kutsche der Wildenecker Gräfin“, in der auch die Unverhältnismäßigkeit zwischen dem Reichtum der damaligen Herrschaft und den geknechteten Untertanen zum Ausdruck kommt.

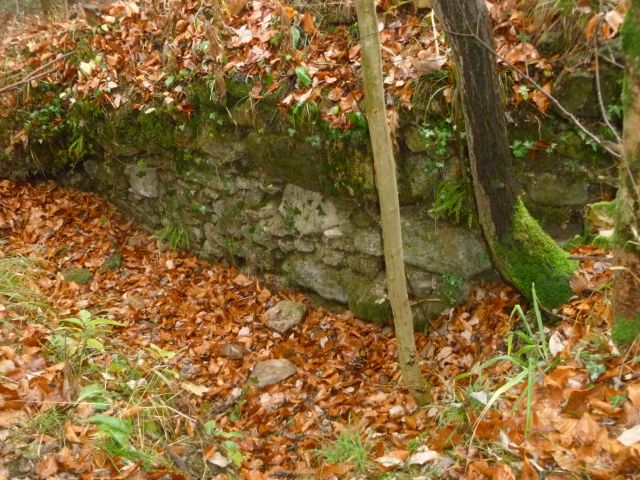
Burgruine Wildeneck: Turmrest
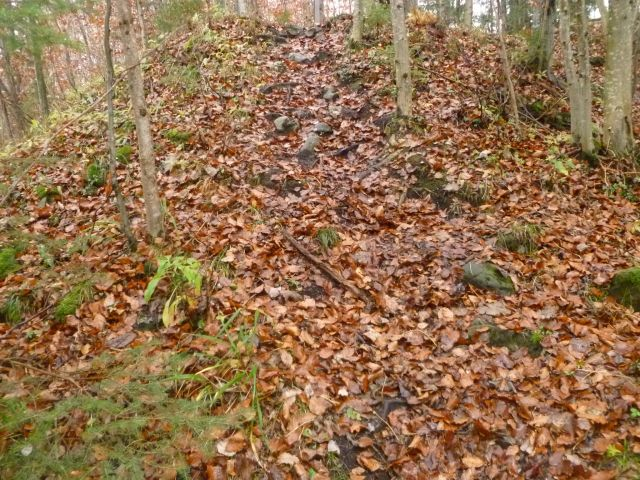
Burgruine Wildeneck: überwucherter Mauerzug
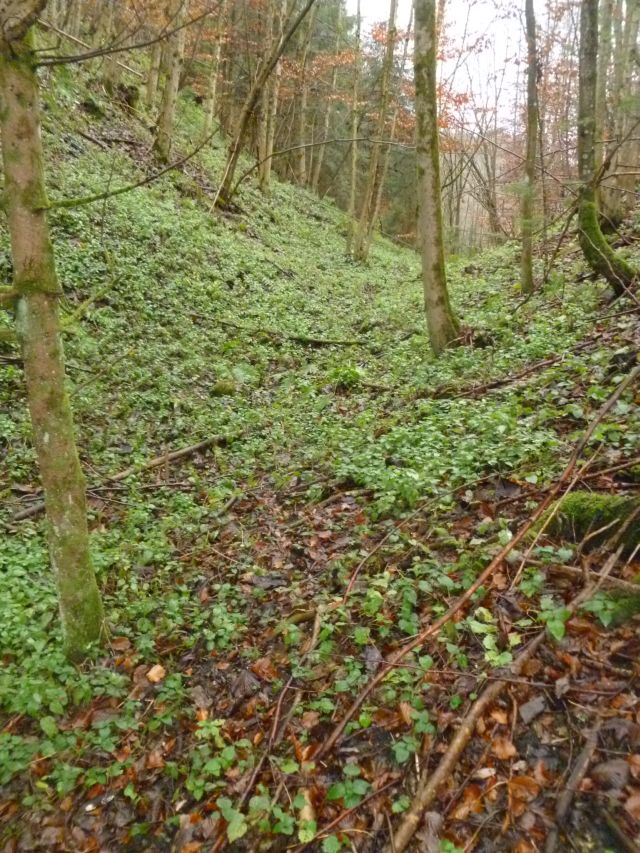
Burgruine Wildeneck: Halsgraben
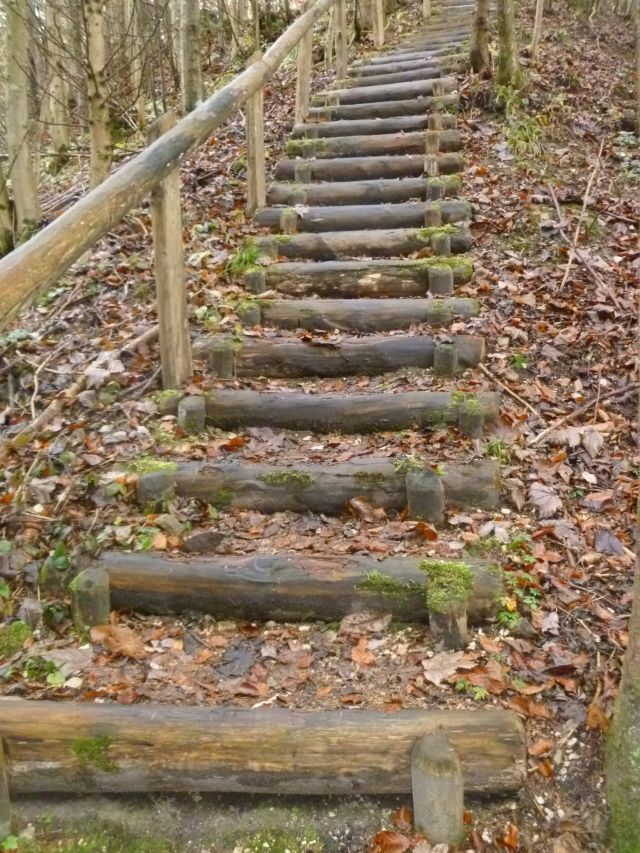
Aufstieg zur Burgruine Wildeneck